# 화차 (영화)
《화차》(火車)는 2012년 개봉한 대한민국의 미스터리 영화이다. '화차'는 '지옥으로 가는 불수레'라는 의미를 담고 있다. '화차'는 악행을 저지른 망자를 태워 지옥을 향해 달리는 일본의 전설 속 불수레로, 화차에 한 번 올라탄 자는 두 번 다시 내릴 수 없다.
이 영화는 일본의 소설가 미야베 미유키의 동명의 소설을 원작으로 한다. 자본주의 사회 속에서 망가져가는 개인들을 통해 현대 사회의 구조적 모순을 해부해 보인다. 사회성 짙은 영화를 만들어 온 변영주 감독이 미스터리 영화를 만들어서 화제가 되었다. 이 영화는 순제작비가 18억 원이었고 손익분기점이 관객 100만 명이었는데, 개봉 7일 만에 관객 100만 명을 돌파하여 흥행에 성공하였다.

## 줄거리
동물병원을 운영하는 수의사 장문호는 약혼녀 강선영과 부모님댁에 인사를 드리기 위해 고속도로를 달리고 있었다. 그러다 잠시 휴게소에 들러 커피를 사러 간 사이, 선영이 감쪽같이 사라지고 없었다. 비오는 날 우산까지 차에 버려둔 채 사라진 걸 본 문호는 금세 수상히 여기며 선영을 찾아 휴게소 여기저기를 돌아다녔지만 발견한 거라곤 주유소 화장실 바닥에 떨어져 있던 그녀의 머리핀이 전부였다. 결국 경찰에 실종신고를 냈지만 사람이 없어졌단 말을 듣고도 별다른 의욕을 보이지 않는 경찰이 못 미더웠던 문호는 직접 선영의 직장 등을 찾아다니며 수소문하기 시작한다.
그런데 선영을 수소문하고 다니던 문호는 선영의 직장 사람들, 그리고 은행원인 친구 동우에 의해 자신이 알던 약혼녀의 모든 신상정보와 더불어 이름조차도 가짜라는 사실을 알고는 충격을 금치 못했다. 이후 어떡해서든 그녀를 찾아내 사태에 대한 해답을 얻어내야겠다고 생각한 문호는 전직 형사였던 사촌형 김종근을 찾아갔다. 하지만 종근은 뇌물사건으로 형사를 그만두는 바람에 생계가 어려워져 남도울 처지가 못됐던지라 급작스럽게 찾아와 알 수 없는 이야길 늘어놓는 문호의 이야기를 한쪽 귀로 흘려들었다. 하지만 곧 결심이 섰는지 돈을 조건으로 도와주겠다고 한다.
이후 비어있는 선영의 집을 둘러보던 종근은 형사의 직감으로 그녀가 의도적으로 지문까지 모두 지워놓고 도망치듯 짐을 챙겨 빠져나왔다는 걸 알고는 자신 역시 문호 못지않게 사건에 관심이 생겼다. 그래서 동료형사 하성식에게 부탁해 선영의 신상을 추적하다 그녀가 보험금을 노리고 모친을 살해했다는 정황을 발견했다. 이후 종근은 문호에게 더 이상 선영을 찾지 말라고 조언했지만 문호는 포기할 수 없다며 물러서지 않았다. 결국 종근도 설득을 포기하고 같이 사건을 쫓던 도중 선영과 관련된 한 여자의 존재를 알게 된다.

## 캐스팅
- 김민희 : 차경선 역
- 조성하 : 김종근 역
- 최덕문 : 하성식 역
- 송하윤 : 한나 역
- 이희준 : 노승주 역
- 김민재 : 이동우 역
- 김세온 : 임정혜 역
- 박해준 : 사채업자 역
- 배민희 : 호두 엄마 역
- 장대윤 : 제천 지구대장 역
- 박상현 : 용산역 형사 역
- 이무녕 : 건달 역
- 김선국 : 기태 역
- 양은용 : 기태 아내 역
- 김도영 : 박명신 역
- 황인용 : 뉴스앵커 역
- 차수연 : 강선영 역 (특별출연)
- 임지규 : 스토커 역 (특별출연)